# Yoi
Yoi es considerado como primer padre en la comunidad indígena tikuna. Hijo de Jnutapa y hermano de Ipi (también llamaba como Ipe), Mowachay Auwkw.

## Historia
Yoi, hijo de Jnutapay hermano de Ipi, Mowachay Auwkw es el creador de la Selva amazónica, del Río Amazonas y de todos sus peces y de los Tikuna, se dice que Yoi está presente en la selva amazónica como un espíritu protector de la fauna y la flora.

## La Creación de la selva amazónica
Se dice que antiguamente sobre la tierra se levantaba un enorme árbol que no dejaba ver ni el sol, ni la luna, entonces Yoi e Ipi, decidieron salir de cacería para después tumbarlo, pero antes fueron a buscar a sapo-abuelo, llamado Mun, el temible y venenoso, el cual les ayudaría a derribar el gigante árbol a cambio de las carnes que habían cazado. El tronco del árbol era muy grueso e Ipi, Yoi y Mun comenzaron a tumbarlo, pero en el momento en que el árbol comenzaba a gastarse, Mun decía:"Cierra, cierra, cierra" y el tronco se empezaba a cerrar por dentro, en ese instante, los dos hermanos se dieron cuenta de que el sapo-abuelo los estaba engañando y Yoi mando a traer a todos los animales para que le ayudarán a derribar el árbol, y así comenzó el palo a caer, pero no callo del todo, quedó inclinado, entonces Yoi mando a la pequeña ardilla a que subiera hasta la copa del árbol y averiguara por qué el tronco no caía,  y esta descubrió que Mareeke el mico, sostenía, con una pata el árbol, y con la otra, el cielo. Mandaron pues a la pequeña ardilla con Tabaco y Ají para echarle a Mareeke en los ojos, nariz y boca. Al fin soltó y cayó; y del enorme árbol se formó el Amazonas.

## La Creación del Río Amazonas y de los peces
Ya después derribado el árbol, Yoi mando a hacer una canoa con el tronco de este, y al desbastar el palo, comenzó a salir grandes cantidades de agua y una Quebrada empezó a formarse; entonces un pequeño animal se presentó y bebiendo el agua no dejó aumentar la quebrada. Observando esto, Yoi decidió darle una lección al animal por no dejar crecer el agua y le mandó preparar jugo de Canangucha, y mientras este bebía, Yoi se metió en el agua y se embarro con el fango que se había formado, y al limpiarse, las gotas que caían al agua se fueron convirtiendo en peces: el Bocachico, el Labranquiña, el pez Cascudo, la Gambitana Piaractus mesopotamicus, el Carawassú, la mojarra y todos los otros peces del Amazonas, y así se formó el río, y los ríos menores fueron sus ramas, pero en el centro estaba su corazón y de este salió el Umari y de los frutos del Umarí la primera mujer, primera Tikuna, esposa de Yoi y amante de Ipi.

## La Creación del pueblo Tikuna
Cuando nació la primera mujer Tikuna, esposa de Yoi, este la escondió en una flauta para que su hermano no la encontrara y no pudiera embarazarla, pero Ipi descubrió su secreto y aprovechando que su hermano estaba de cacería, sedujo a la mujer y de inmediato esta quedó embarazada; sin poder entrar de nuevo en la flauta, Yoi descubrió que su hermano lo había engañado e iracundo lo persiguió hasta la quebrada Eware, antes de la desembocadura del Río Putumayo, y mientras esto sucedía el hijo de Ipi nacía y Yoi más se enfurecía, entonces Ipi subió a una palma de Huito Genipa americana para esconderse de su hermano y este al encontrarlo lo mandó bajar y rallar los Huitos para pintar al recién nacido, a su hijo; Ipi ralló y ralló el Huito, hasta que se ralló a sí mismo, convirtiéndose en afrecho. Yoi al encontrarlo, lo lanzó al río Amazonas e instantáneamente este afrecho se convirtió en peces. Cuando los peces habían alcanzado la edad adulta, Yoi los pescó, y al sacarlos del agua, cada uno se fue transformado en persona, se transformaron en los Tikuna. 
Después Yoi pescó a Ipi, y este volvió a ser hombre y los dos enseñaron a los Tikuna a pescar, cazar, sembrar, tejer, construir las malokas Maloca, a hacer fiestas; les dieron los cantos y el conocimiento para aprender de la selva; Yoi los reunió a todos y los dividió por clanes: Aru, de la raza de la maraca, Barí Pueblo barí, de la raza del pájaro muchilero, Kowa, de la raza de la garza, Ai, de la raza del tigre, Not, de la raza de la guacamaya,Ta-ú, de la raza del pájaro picón, Yawurú, de la raza de la garza negra, Tuyuiu, de la raza de la garza colorada, E-chá, de la raza del chulo rey Coragyps atratus, E, de la raza de la pepa del Huito, Nayi-í de la raza de la hormiga,Ootá, de la raza del gallo,Te-ma, de la raza del canangucho Canangucha.
Después de esto, Yoi e Ipi se separaron, Yoi se convirtió en Atahualpa Atahualpa e Ipi se volvió el Inca Mancocapac Manco Cápac, y se dice que ahora viven en el fondo del lago Titicaca